# Amblymora australica
Amblymora australica là một loài bọ cánh cứng trong họ Cerambycidae.